# Val-de-la-Hune
Val-de-la-Hune è un comune francese di 1.526 abitanti situato nel dipartimento della Sarthe nella regione dei Paesi della Loira. È stato istituito il 1° gennaio 2025 dalla fusione dei precedenti comuni di Saint-Mars-de-Locquenay e Volnay.